# FC Twente in het seizoen 2012/13 (vrouwen)
Het seizoen 2012/2013 is het 6e jaar in het bestaan van de vrouwentak van de Enschedese voetbalclub FC Twente. De Tukkers spelen in de Women's BeNe League en nemen verder deel aan het toernooi om de KNVB beker. Het elftal staat onder leiding van Arjan Veurink.

## Selectie en technische staf
Onderstaande tabel toont de selectie voor zover die vaststaat.
| Nr. |                  | Naam                  | Positie     | Leeft. | Seiz. |
| --- | ---------------- | --------------------- | ----------- | ------ | ----- |
| 1   | Nederland        | Sari van Veenendaal   | Doel        | 22     | 3e    |
| 2   | Nederland        | Félicienne Minnaar    | Verdediging | 23     | 5e    |
| 3   | Verenigde Staten | Courtney Goodson      | Verdediging | 22     | 1e    |
| 4   | Nederland        | Kirsten Bakker        | Verdediging | 20     | 4e    |
| 6   | Nederland        | Marloes Hulshof       | Middenveld  | 22     | 5e    |
| 7   | Nederland        | Shanice van de Sanden | Aanval      | 19     | 2e    |
| 9   | Nederland        | Anouk Dekker          | Aanval      | 25     | 6e    |
| 10  | Nederland        | Maayke Heuver         | Middenveld  | 22     | 5     |
| 11  | Nederland        | Marlous Pieëte        | Aanval      | 23     | 6e    |
| 12  | Nederland        | Maud Roetgering       | Verdediging | 20     | 4e    |
| 15  | Nederland        | Siri Worm             | Verdediging | 20     | 5e    |
| 16  | Nederland        | Marthe Munsterman     | Middenveld  | 19     | 3e    |
| 17  | Nederland        | Ellen Jansen          | Aanval      | 19     | 5e    |
| 18  | Nederland        | Larissa Wigger        | Verdediging | 20     | 5e    |
| 19  | Nederland        | Tashira Renfurm       | Aanval      | 18     | 2e    |
| 20  | Nederland        | Tessa Klein Braskamp  | Middenveld  | 18     | 2e    |
| —   | Nederland        | Sherida Spitse        | Middenveld  | 22     | 1e    |
| —   | Nederland        | Danielle de Seriere   | Doel        | 23     | 2e    |

| Naam              | Functie                         |
| ----------------- | ------------------------------- |
| Arjan Veurink     | Hoofdtrainer                    |
| Stefan Hoogsteder | Assistent-trainer / teammanager |
| Roy Elferink      | Keeperstrainer / videoanalist   |
| Henk-Jan Klooster | Teamarts                        |
| Liseth Oosterveld | Fysiotherapeut                  |
| Ellen Hemel       | Fysiotherapeut                  |
| Joop Visscher     | Materiaalverzorger              |

### Analyse selectie
| Nationaliteit    | Vlag van Nederland | Vlag van Verenigde Staten | Totaal Spelers |
| ---------------- | ------------------ | ------------------------- | -------------- |
| Selectie Spelers | 16                 | 2                         | 18             |
| Eigen jeugd      | 10                 | —                         | 10             |

## Transfers

### Aangetrokken
Eind mei 2012 maakte FC Twente de komst van Sherida Spitse bekend. De dan 21-jarige middenvelder speelde op het moment van de overgang al bijna zeventig interlands voor Oranje. Spitse komt over van sc Heerenveen. Eind juni werd ook de Amerikaanse Courtney Goodson vastgelegd.

#### Spelers
| Nr. | Nat. | Naam             | Leeft. | Van           | Type         | Periode | Transfersom |
| --- | ---- | ---------------- | ------ | ------------- | ------------ | ------- | ----------- |
| nnb | NL   | Sherida Spitse   | 21     | sc Heerenveen | Transfervrij | Zomer   | n.v.t.      |
| nnb | US   | Courtney Goodson | 22     | UC Irvine     | Transfervrij | Zomer   | n.v.t.      |

#### Technische staf
| Functie | Nat. | Naam              | Leeft. | Van          | Type         | Periode | Transfersom |
| ------- | ---- | ----------------- | ------ | ------------ | ------------ | ------- | ----------- |
| AT      | NL   | Stefan Hoogsteder | n.b.   | VA FC Twente | Transfervrij | Zomer   | n.v.t.      |

### Vertrokken
De eerste speler die aangaf te vertrekken was voormalig aanvoerder Ashley Nick. De Amerikaanse speelde twee seizoenen bij FC Twente en was op zoek naar een nieuwe uitdaging. Ook haar landgenote Blakely Mattern vertrok bij FC Twente. Ze speelde slechts een jaar voor de club, maar een zware blessure deed haar terugkeren naar Amerika. Daarnaast gaf Joyce Mijnheer te kennen een punt achter haar carrière te zetten. De pas 19-jarige aanvaller speelde twee volledige seizoenen in de hoofdmacht van het vrouwenelftal. Verder vertrok ook Lorca Van De Putte. De Belgische international was vanaf het eerste seizoen actief voor de club, maar keert nu terug naar haar vaderland. Ze gaat daar spelen voor Anderlecht. Ook reserve-doelvrouw Danielle de Seriere verlaat de club. Tot slot verliet ook Suzanne de Kort de club, zij het tijdelijk. Ze vertrok op huurbasis naar PSV/FC Eindhoven.

#### Spelers
| Nr. | Nat. | Naam               | Leeft. | Naar             | Type           | Periode | Transfersom | Wed. | Dlpt. |
| --- | ---- | ------------------ | ------ | ---------------- | -------------- | ------- | ----------- | ---- | ----- |
| 8   | US   | Ashley Nick        | 24     | Arna-Bjørnar     | Einde contract | Zomer   | n.v.t.      | 45   | 5     |
| 3   | US   | Blakely Mattern    | 23     | Geen club        | Einde contract | Zomer   | n.v.t.      | 14   | 0     |
| 13  | NL   | Joyce Mijnheer     | 19     | Stopt            | Einde contract | Zomer   | n.v.t.      | 35   | 5     |
| 5   | BE   | Lorca Van De Putte | 24     | RSC Anderlecht   | Einde contract | Zomer   | n.v.t.      | 101  | 2     |
| 14  | NL   | Suzanne de Kort    | 22     | PSV/FC Eindhoven | Verhuur        | Zomer   | n.v.t.      | 49   | 10    |

#### Technische staf
| Functie | Nat. | Naam        | Leeft. | Naar       | Type         | Periode | Transfersom |
| ------- | ---- | ----------- | ------ | ---------- | ------------ | ------- | ----------- |
| AT      | NL   | Theo Wigger | n.b.   | RKVV STEVO | Transfervrij | Zomer   | n.v.t.      |

## Wedstrijden

### Oefenduels
| oefenduel 1                                                                       | FC Twente         | 1 - 1 (1 - 1)           | FSV Gütersloh 2009                      | Selectie FC Twente: |
| vr. 3 augustus 2012 Aanvangstijd: 19:00 uur Plaats: Oldenzaal Sportpark Quick '20 | Ellen Jansen 45'  | 0 - 1 1 - 1             | 39' n.b.                                | BASISOPSTELLING: Van Veenendaal - Minnaar, Goodson, Bakker, Renfurm - Spitse, Worm, Hulshof - Van de Sanden, Jansen, Pieëte WISSELS: Roetgering Klein Braskamp L. Bosveld Wigger Berends A. Bosveld Westervelt Munsterman                                                            |
| oefenduel 2                                                                       | FCR 2001 Duisburg | 2 - 2 (1 - 0)           | FC Twente                               | Selectie FC Twente: |
| do. 9 augustus 2012 Aanvangstijd: 17:30 uur Plaats: Duisburg                      | n.b. 23' n.b. 72' | 1 - 0 1 - 1 1 - 2 2 - 2 | 52' Ellen Jansen 66' Sherida Spitse (p) | BASISOPSTELLING: Van Veenendaal - Roetgering, Goodson, Wigger, Renfurm - Spitse, Munsterman, Hulshof - Worm, Jansen, Pieëte WISSELS: Dekker Minnaar A. Bosveld L. Bosveld Berends Westervelt Klein Braskamp Van de Sanden                                                            |
| FC Twente Tournament                                                              | FC Twente         | 0 - 1 (0 - 1)           | VfL Wolfsburg                           | Selectie FC Twente: |
| vr. 17 augustus 2012 Aanvangstijd: 20:00 uur Plaats: Enschede De Grolsch Veste    |                   | 0 - 1                   | 45' Nadine Keßler                       | BASISOPSTELLING: Van Veenendaal - Roetgering, Goodson, Wigger, Renfurm - Spitse, Dekker, Munsterman - Worm, Jansen, Pieëte WISSELS: 45' Bakker Renfurm 57' Van de Sanden Worm 62' Minnaar Roetgering 62' Hulshof Munsterman 67' Klein Braskamp Spitse                                |
| FC Twente Tournament                                                              | FC Twente         | 0 - 0 (0 - 0)           | Ajax                                    | Selectie FC Twente: |
| zo. 19 augustus 2012 Aanvangstijd: 14:30 uur Plaats: Enschede De Grolsch Veste    |                   |                         |                                         | BASISOPSTELLING: Van Veenendaal - Minnaar, Bakker, L. Bosveld, Renfurm - Klein Braskamp, Hulshof, Munsterman - Van de Sanden, A. Bosveld, Westervelt WISSELS: 46' Berends Munsterman 56' Spitse Minnaar 56' Worm Klein Braskamp 56' Roetgering Van de Sanden 74' Pool Van Veenendaal |
|                                                                                   |                   |                         |                                         | |

### BeNe League Orange
| 1e speelronde | FC Twente                                 | 2 - 0 (1 - 0) | FC Utrecht       | Selectie FC Twente: |
| vr. 24 augustus 2012 Aanvangstijd: 19:30 uur Plaats: Enschede De Grolsch Veste Toeschouwers: n.b. Scheidsrechter: de heer P.G.J. Coppens | Shanice van de Sanden 19' Anouk Dekker 50 | 1 - 0 2 - 0   |                  | BASISOPSTELLING: Van Veenendaal - Minnaar, Goodson, Wigger, Renfurm - Munsterman, Dekker , Hulshof - Van de Sanden, Jansen, Pieëte WISSELS: 67' Worm Hulshof 72' Roetgering Minnaar 85' Bakker Wigger |
| 2e speelronde | PSV/FC Eindhoven                          | -             | FC Twente        | Selectie FC Twente: |
| vr. 31 augustus 2012 Aanvangstijd: 19:30 uur Plaats: Eindhoven Jan Louwers Stadion Toeschouwers: n.n.b. Scheidsrechter: n.n.b.           |                                           |               |                  | |
| 3e speelronde | FC Twente                                 | -             | Ajax             | Selectie FC Twente: |
| vr. 7 september 2012 Aanvangstijd: 19:30 uur Plaats: Enschede De Grolsch Veste Toeschouwers: n.n.b. Scheidsrechter: n.n.b.               |                                           |               |                  | |
| 4e speelronde | SC Telstar VVNH                           | -             | FC Twente        | Selectie FC Twente: |
| vr. 21 september 2012 Aanvangstijd: 19:30 uur Plaats: Velsen-Zuid TATA Steel Stadion Toeschouwers: n.n.b. Scheidsrechter: n.n.b.         |                                           |               |                  | |
| 5e speelronde | PEC Zwolle                                | -             | FC Twente        | Selectie FC Twente: |
| vr. 28 september 2012 Aanvangstijd: 19:30 uur Plaats: Zwolle Sportpark Be Quick '28 Toeschouwers: n.n.b. Scheidsrechter: n.n.b.          |                                           |               |                  | |
| 6e speelronde | FC Twente                                 | -             | ADO Den Haag     | Selectie FC Twente: |
| zo. 7 oktober 2012 Aanvangstijd: 14:30 uur Plaats: Enschede De Grolsch Veste Toeschouwers: n.n.b. Scheidsrechter: n.n.b.                 |                                           |               |                  | |
| 7e speelronde | sc Heerenveen                             | -             | FC Twente        | Selectie FC Twente: |
| vr. 12 oktober 2012 Aanvangstijd: 19:30 uur Plaats: Heerenveen Sportpark Skoatterwâld Toeschouwers: n.n.b. Scheidsrechter: n.n.b.        |                                           |               |                  | |
| 8e speelronde | FC Utrecht                                | -             | FC Twente        | Selectie FC Twente: |
| vr. 2 november 2012 Aanvangstijd: 19:30 uur Plaats: Utrecht Sportpark Maarschalkerweerd Toeschouwers: n.n.b. Scheidsrechter: n.n.b.      |                                           |               |                  | |
| 9e speelronde | FC Twente                                 | -             | PEC Zwolle       | Selectie FC Twente: |
| vr. 9 november 2012 Aanvangstijd: 19:30 uur Plaats: Enschede De Grolsch Veste Toeschouwers: n.n.b. Scheidsrechter: n.n.b.                |                                           |               |                  | |
| 10e speelronde | FC Twente                                 | -             | PSV/FC Eindhoven | Selectie FC Twente: |
| vr. 16 november 2012 Aanvangstijd: 19:30 uur Plaats: Enschede De Grolsch Veste Toeschouwers: n.n.b. Scheidsrechter: n.n.b.               |                                           |               |                  | |
| 11e speelronde | ADO Den Haag                              | -             | FC Twente        | Selectie FC Twente: |
| vr. 2 november 2012 Aanvangstijd: 19:30 uur Plaats: Den Haag Kyocera Stadion Toeschouwers: n.n.b. Scheidsrechter: n.n.b.                 |                                           |               |                  | |
| 12e speelronde | FC Twente                                 | -             | SC Telstar VVNH  | Selectie FC Twente: |
| vr. 7 december 2012 Aanvangstijd: 19:30 uur Plaats: Enschede De Grolsch Veste Toeschouwers: n.n.b. Scheidsrechter: n.n.b.                |                                           |               |                  | |
| 13e speelronde | Ajax                                      | -             | FC Twente        | Selectie FC Twente: |
| vr. 14 december 2012 Aanvangstijd: 19:30 uur Plaats: Amsterdam Sportpark De Toekomst Toeschouwers: n.n.b. Scheidsrechter: n.n.b.         |                                           |               |                  | |
| 14e speelronde | FC Twente                                 | -             | sc Heerenveen    | Selectie FC Twente: |
| vr. 21 december 2012 Aanvangstijd: 19:30 uur Plaats: Enschede De Grolsch Veste Toeschouwers: n.n.b. Scheidsrechter: n.n.b.               |                                           |               |                  | |
| |                                           |               |                  | |